# Funariàcies
Les funariàcies (Funariaceae) són una família de molses de l'ordre Funariales. N'hi ha unes 300 espècies amb unes 200 espècies dins el gènere Funaria i unes 80 classificades en el gènere Physcomitrium.
Recentment el gènere Goniomitrium ha passat de la família Pottiaceae a les Funariaceae.

## Taxonomia
La família Funariaceae inclou els següents gèneres:
- Aphanorrhegma
- Brachymeniopsis
- Bryobeckettia
- Clavitheca
- Cygnicollum
- Entosthodon
- Ephemerella
- Funaria
- Funariella
- ×Funariophyscomitrella
- Goniomitrium
- Loiseaubryum
- Nanomitriella
- Physcomitrella
- Physcomitrellopsis
- Physcomitrium
- Pyramidula